# Marine (schilderkunst)

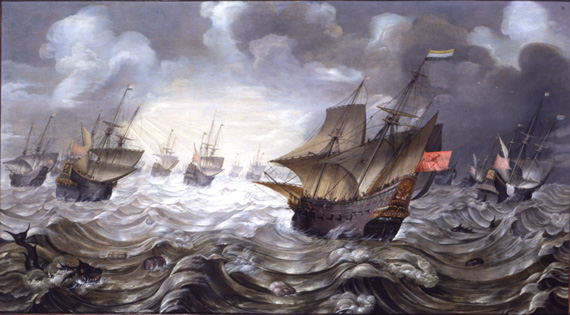
De Amsterdam door Hans Savery de Oude (ca. 1600)

Een marine, ook zeegezicht of zeestuk genoemd, is iedere vorm van figuratieve kunst (schilderijen, tekeningen, beeldhouwwerk ...) met de zee als onderwerp. Een marine haalt zijn inspiratie voornamelijk uit alles rond de zee en schepen. Het is een genre dat vooral tussen de 17e en 19e eeuw werd beoefend. In de praktijk omvat de marine ook scheepvaart op rivieren, havens en boten op het strand.
Schepen op water zijn al heel vroeg een thema geweest op schilderijen. Op petrogliefen van 12.000 v.Chr. zijn er papyrusboten te zien. Tussen de late oudheid en de middeleeuwen werd de marine als genre in het Westen niet beoefend. Uitzonderingen hierop zijn onder meer het 11e-eeuwse Tapijt van Bayeux dat de Normandische verovering van Engeland en de invasievloot toont.

## 15e eeuw
Het genre duikt opnieuw op bij de Vlaamse Primitieven in een getijdenboek versierd door Jan van Eyck rond 1420. Tijdens de gotiek verschenen kraken op tafel van de rijkere lieden. Ze waren vervaardigd door goudsmeden en ze dienden om couverts en allerlei specerijen op tafel te zetten. Ze werden versierd met masten, zeilen en soms de bemanning.
Schilderijen uit de renaissance in Italië tonen zeegezichten als dat nodig is maar met uitzondering van de Venetiaanse Vittore Carpaccio waren er weinige kunstenaars die vaak de zee als thema gebruikten. Carpaccio's doeken tonen kanalen en dokken in Venetië. In de Duitssprekende landen is het Konrad Witz met zijn Miraculeuze visvangst (1544) die voor het eerst een gezicht op het meer van Genève toont.

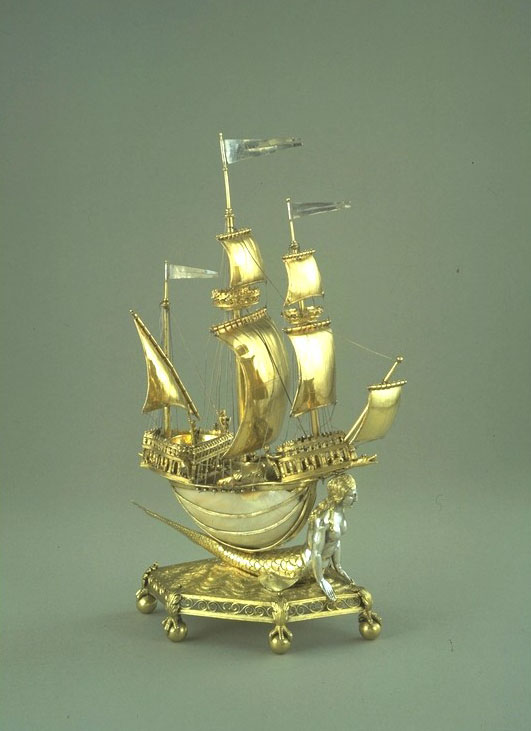
Een kraak op tafel
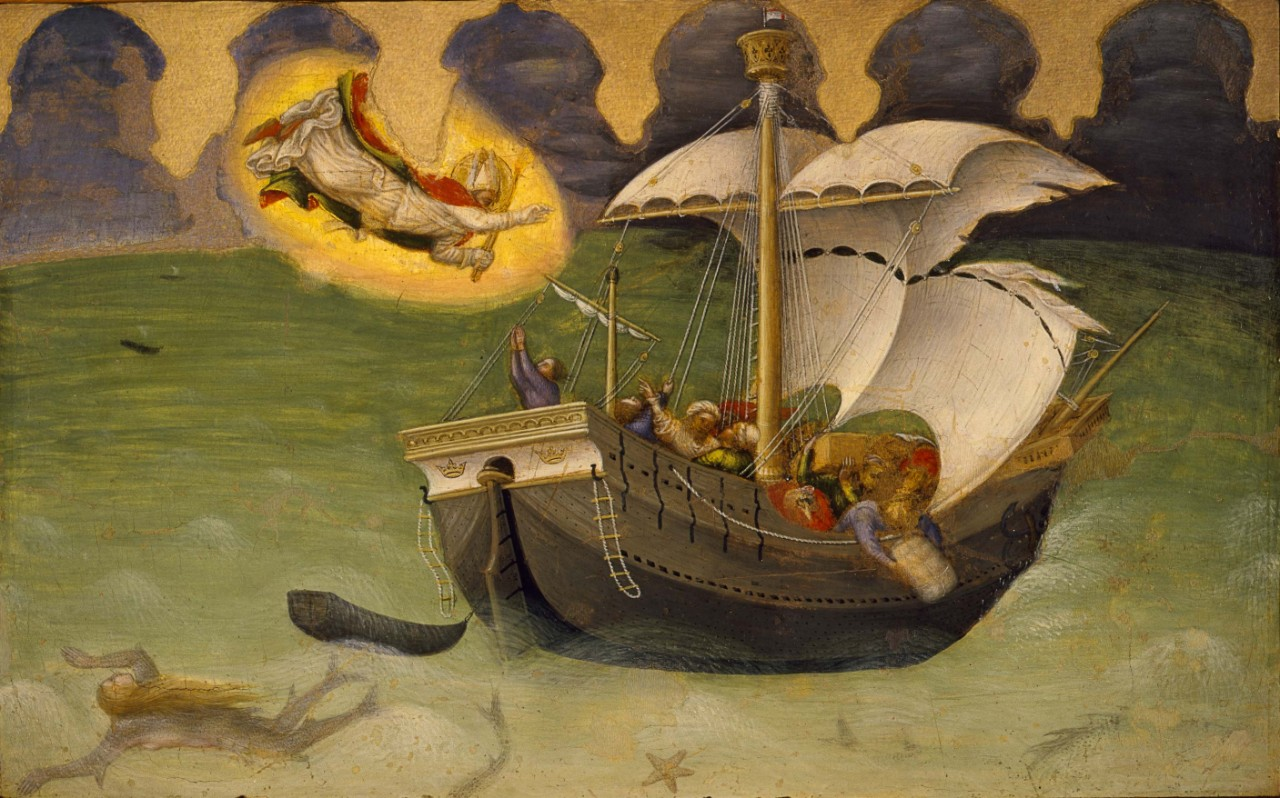
Gentile da Fabriano, Scene uit het leven van de heilige Nicolaas van Bari: Redding van zeelieden

## 16e eeuw
De traditie van de Lage Landen met een panoramisch gezicht vanaf een hoog standpunt werd ontwikkeld door Joachim Patinir in de jaren rond 1420 waarin hij grote waterpartijen toont. Deze schilderijen waren in essentie landschapschilderijen vermomd als historiestuk met kleine religieuze voorwerpen. Een sterk marine-element was reeds aanwezig toen de landschapschilderkunst als apart genre ontstond. Het Protestantisme verbood het gebruik van religieuze kunst in grote mate. Zo ontwikkelden zich andere vormen van schilderkunst zoals de seculiere historiekunst en landschapkunst die beide onderdeel kunnen zijn van het marinegenre. Een belangrijk werk door een Vlaamse volgeling van Patinir is de schilderij Portugese kraken voor een rotskust (1540), bewaard in het National Maritime Museum te Greenwich bij Londen. Het kreeg het label het eerste pure marineschilderij te zijn. Het stelt waarschijnlijk twee kleine vloten voor die een Portugese prinses begeleiden naar haar huwelijk. Het is een voorbeeld van een typisch marine-onderwerp dat heel gewoon bleef voor hofschilders tot laat in de 17e eeuw.
Pieter Bruegel de Oude is bekend om zijn ontwikkeling van de genrestukken, scènes uit het boerenleven, maar hij schilderde ook marines waaronder Landschap met de val van Icarus. Het origineel wordt nu erkend als verloren. De schilderij in het Koninklijke Musea voor Schone Kunsten van België te Brussel is een goede, vroege kopie van het originele werk. Bruegel schilderde ook een groot Zeeslag in de golf van Napels, uit 1560, Galleria Doria Pamphilj, Rome. Een grote stormscène in Wenen is nu toegekend aan Joos de Momper. Marines werden ook door Bruegels volgelingen geschilderd en door zijn zonen.
Maniëristen in zowel Italië als het Noorden begonnen met fantastische stormen te schilderen met gigantische golven en bliksemschichten die de lucht vullen. Dat was nog nooit gezien en het zou af en toe in later eeuwen opnieuw opduiken als modegril. Zeeslagen waren prominenter aanwezig in de 16e-eeuwse schilderkunst omdat er vraag naar ontstond. Ze bleven gevraagd tot in de 20e eeuw, met het verzoek van de opdrachtgevers om ieder detail historisch accuraat weer te geven. Andere trends bogen alles weer om naar een illusionistische weergave zoals dat ook gebeurde in de landschapschilderkunst.

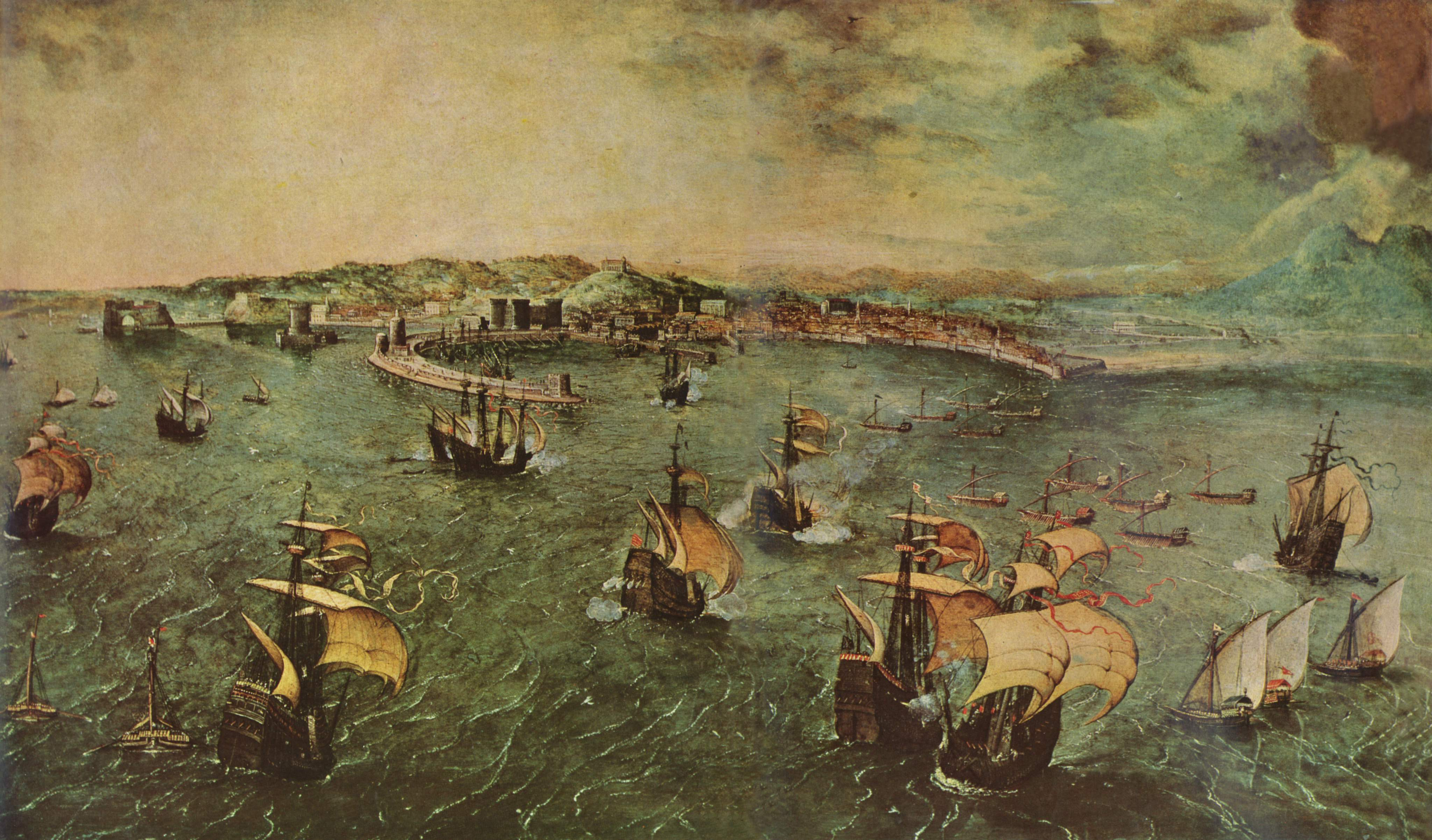
Zeeslag in de golf van Napels van Pieter Bruegel de Oude
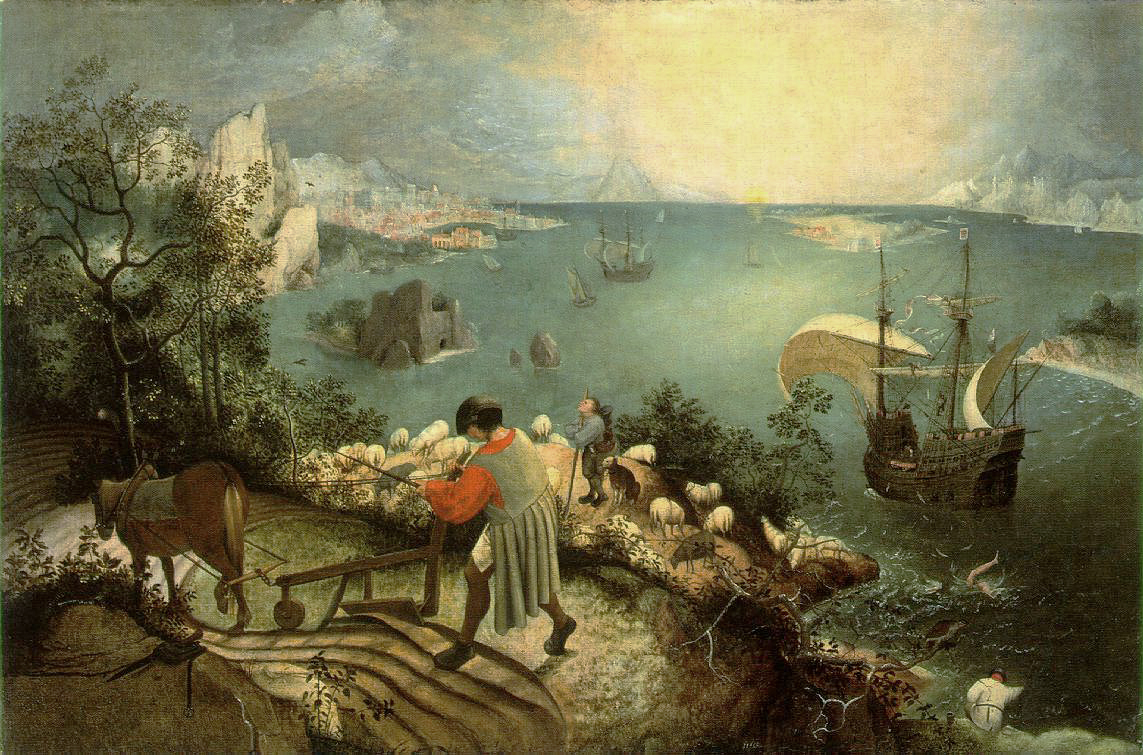
Landschap met de val van Icarus van Pieter Bruegel de Oude
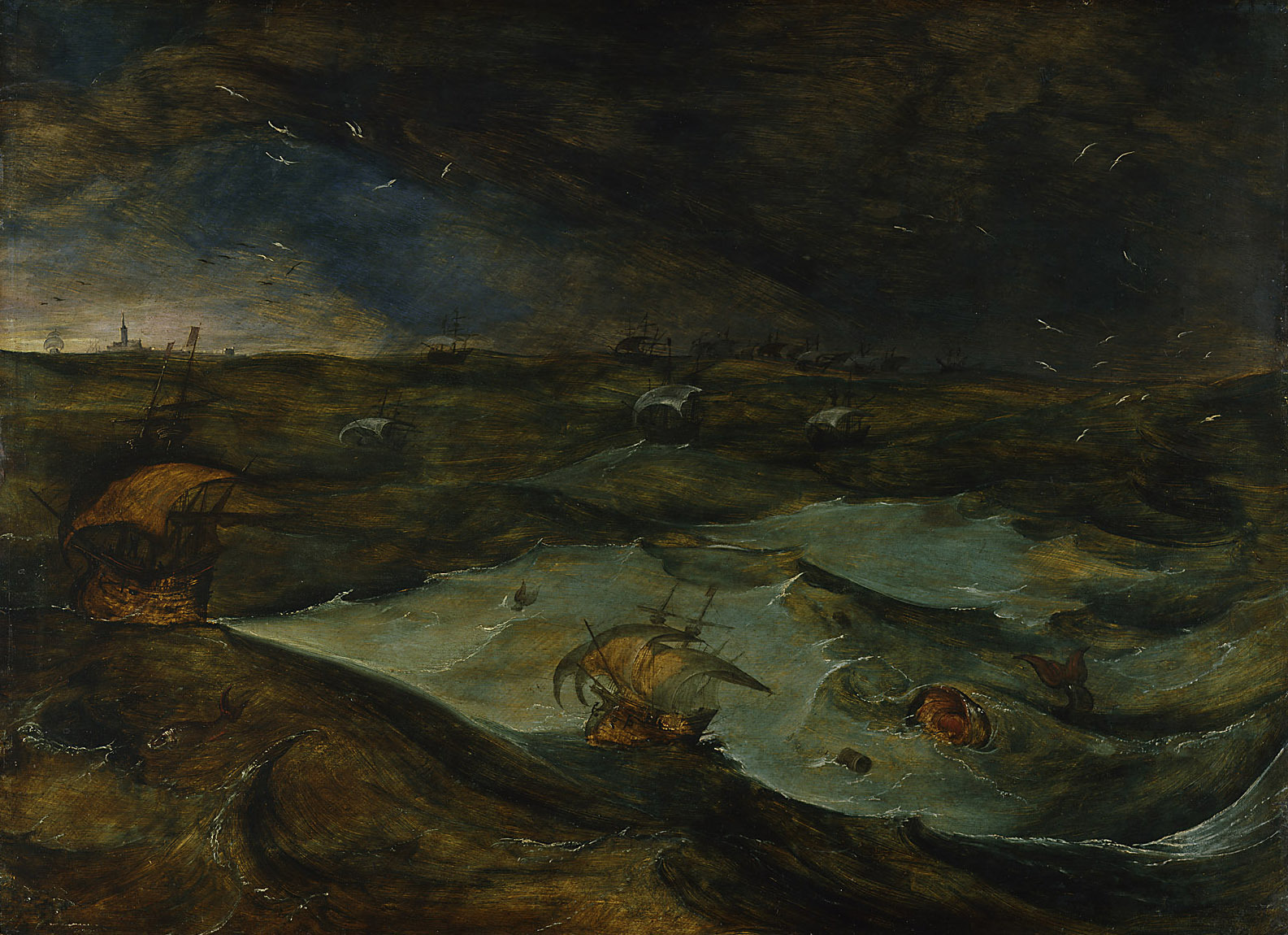
Storm ca. 1568, nu toegewezen aan Joos de Momper
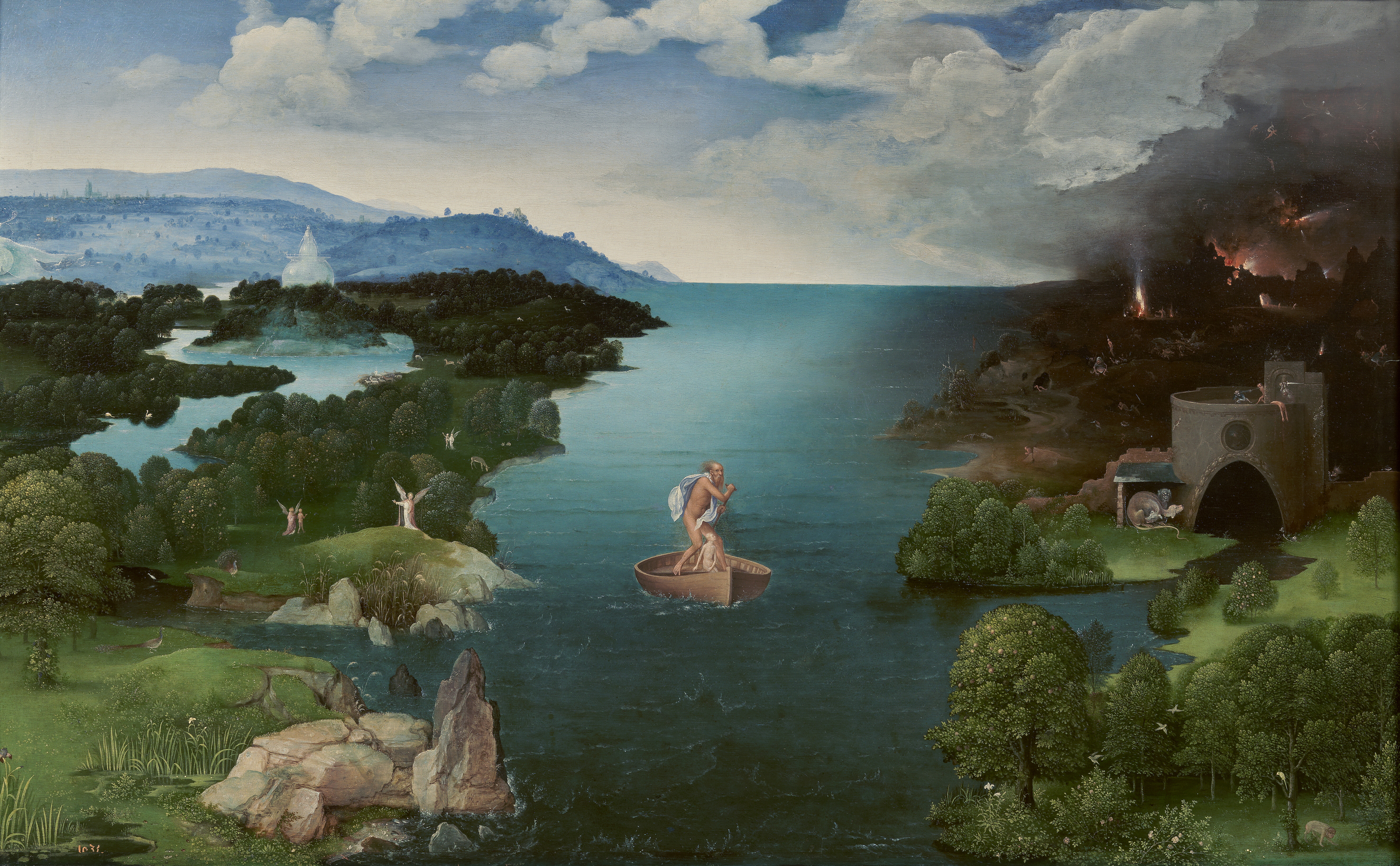
De oversteek naar de onderwereld van Joachim Patinir

## De Gouden Eeuw
De Republiek der Zeven Verenigde Nederlanden vertrouwde op visvangst en handel over zee voor haar uitzonderlijke welvaart. Ze kreeg te maken met oorlogen tegen Groot-Brittannië en andere naties tijdens deze periode. Rivieren en kanalen doorkruisten het land. Rond 1650 waren vijfennegentig procent van alle schepen die van de Noordzee naar de Oostzee voeren Nederlands. Schilderijen met zeeslagen als onderwerp vertelden de verhalen van de Nederlandse marine op het toppunt van haar macht, alhoewel tegenwoordig eerder rustige taferelen in de smaak vallen. Het wekt daarom geen verbazing dat marines in Nederland enorm populair waren tijdens de Gouden Eeuw en de kwaliteit van de doeken van de Nederlandse schilders steeg. Zoals in de landschapschilderkunst was de wijziging van het kunstmatig verhoogd gezichtspunt van de schilder naar een laag standpunt een cruciale stap die voor het eerst werd gezet door de grote Nederlandse marinespecialist Hendrik Cornelisz. Vroom. Dikwijls voerden zelfs kleine schepen de Nederlandse driekleur. Het waren koopvaardijschepen of voeren in dienst van de Nederlandse overheid. Sommige kunstenaars specialiseerden zich in rivierscènes, van de kleine schilderijen van Salomon van Ruysdael met boten en rietoevers tot de grote landschappen van Albert Cuyp die Italiaans aandoen en waar de zon ondergaat boven een grote rivier. De strandscènes van Jacob van Ruisdael, met onder meer de Reis van de H. Juliaan en Martha kunnen bij marines worden gerekend. Ze werden vernield bij een brand in 1904 en er bestaan enkel zwart-witfoto's van. Zijn doeken zijn poëtischer, imposanter en dramatischer dan de werkelijkheid.
Het genre heeft veel raakpunten met de landschapschilderkunst en bij de ontwikkeling van het afbeelden van lucht en wolken liep bijna alles parallel. Veel landschapschilders schilderden stranden en rivieren. Schilders bezaten vaak modellen van schepen om hen te helpen bij het accuraat weergeven ervan. Het gaat hier om Jan Porcellis, Simon de Vlieger, Jan van de Cappelle en Hendrick Dubbels. Het atelier van Willem van de Velde de Oude en zijn zoon was de leider van de latere decennia. Zij probeerden, zoals aan het begin van de eeuw, het schip als hoofdthema weer te geven met daarin de vooruitgang van de belangrijke werken van eerdere decennia verwerkt, waar de nadruk meer op de zee en het weer had gelegen. Ze verlieten hun land en trokken in het rampjaar 1672 naar Londen. De uit Emden afkomstige Ludolf Bakhuizen bleef als de meest vooraanstaande meester van de hoge zeeën in Amsterdam achter. Reinier Nooms, die zelf had gevaren, signeerde zijn werken met Zeeman en blonk uit door zijn zeer accuraat weergegeven zeeslagen en afbeeldingen van schepen. Hij was niet geïnteresseerd in het schilderen van lichteffecten en weer, en het was die stijl die later door specialisten van hetzelfde genre zou worden gevolgd. Abraham Storck en Jan Abrahamsz. van Beerstraten waren andere specialisten van zeeslagen. Nooms schilderde ook scènes van onderhoudswerken aan dokken en herstellingswerken die ongebruikelijk zijn maar historisch belangrijk.
De traditie van het schilderen van marines zette zich voort in de Zuidelijke Nederlanden maar was daar veel minder prominent aanwezig. Het duurde veel langer vooraleer de Vlamingen de maniëristische stijl van zich afschudden die scheepswrakken en enorme golven produceerden. De meeste schilderijen waren kleine zeekens terwijl hun noordelijke buren zowel grote als kleine werken schilderden. De belangrijksten onder de Vlamingen waren Bonaventura Peeters en Andries van Eertvelt, kunstenaars die een rol speelden in de Vlaamse barokschilderkunst. De Nederlandse stijl vindt veel weerklank bij andere kunstenaars in het buitenland door kunstenaars die emigreerden of via nabootsing door buitenlandse kunstenaars. De Vandeveldes emigreerden toen de kunstmarkt in elkaar stortte na het rampjaar en schilderden de oorlog vanaf de overkant. Volgers van hun stijl waren onder meer Isaac Zeilmaker die veel eerder emigreerde, Peter Monamy en anderen.
De marines waren intussen werk van specialisten geworden met zeldzame uitzonderingen zoals Rembrandts krachtige De storm op de zee van Galilea, zijn enige echte marine. Anthony van Dyck maakte enkele uitstekende tekeningen van de Engelse kust van boten voor Rye, waarschijnlijk omdat hij daar wachtte om over te schepen naar het vasteland maar schilderijen zijn niet gevonden. Sommige van de schilderijen van Peter Paul Rubens tonen schepen en de zee (De wonderbare visvangst in de Onze-Lieve-Vrouw-over-de-Dijlekerk) maar zijn zo gefocust op andere thema's dat men ze bezwaarlijk als marine kan catalogeren. In Vlaanderen waren het Bonaventura Peeters en Hendrik van Minderhout, een emigrant uit Rotterdam, die de leidende figuren waren voor marines beïnvloed door Italiaanse kunstenaars. Bij de noorderburen was dat Jan Baptist Weenix.

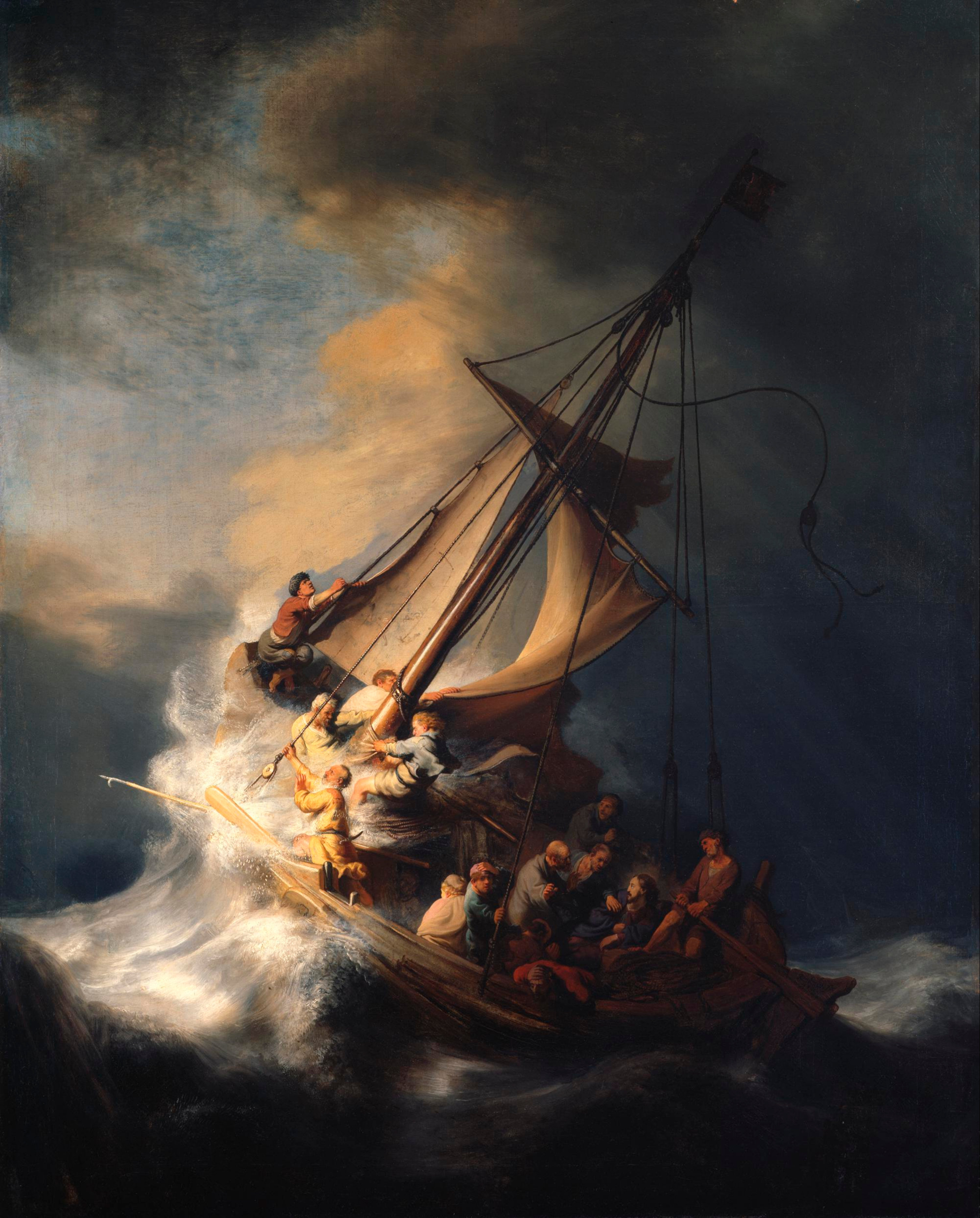
De storm op de zee van Galilea van Rembrandt
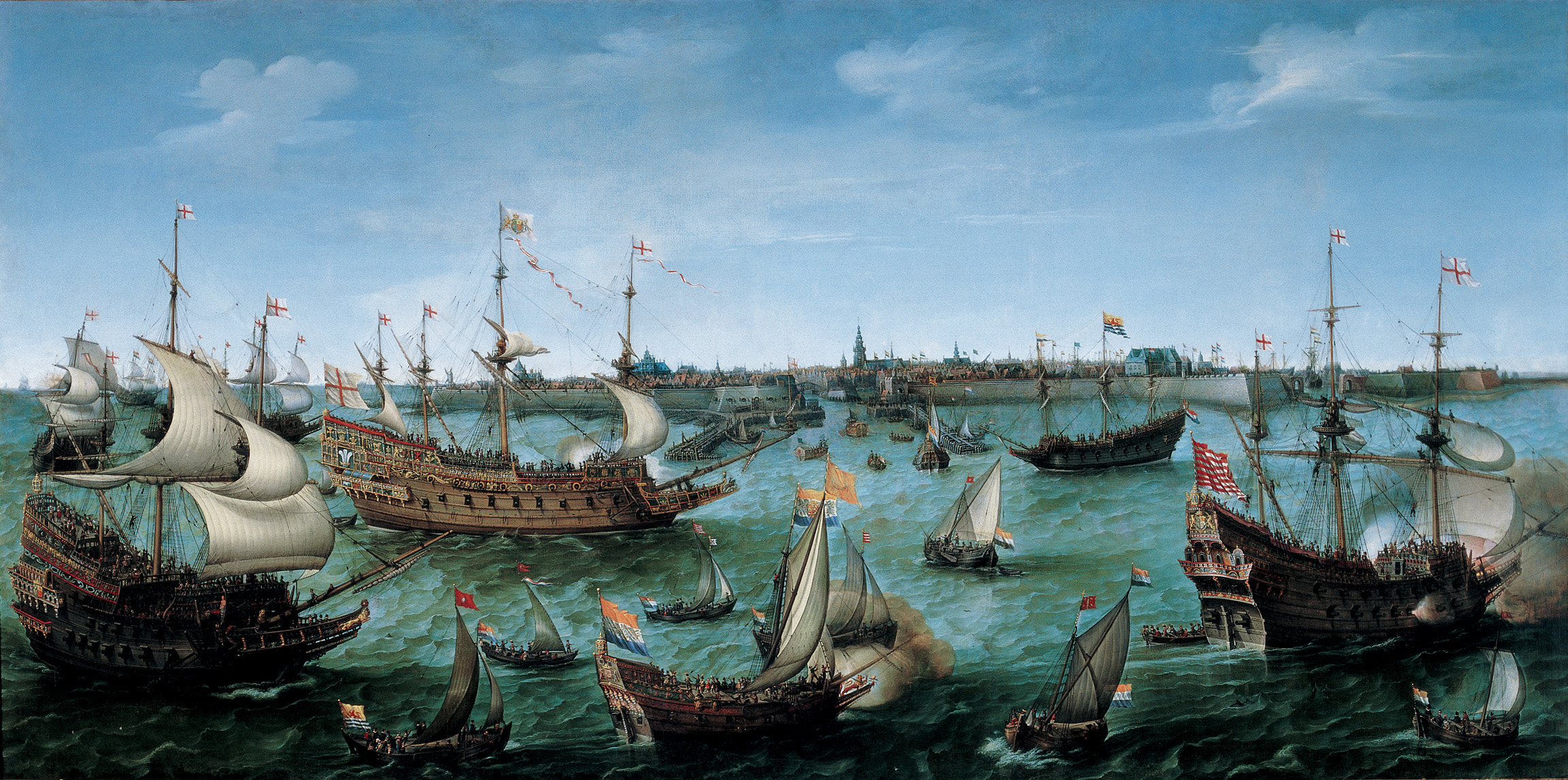
De aankomst van Frederik V van de Palts en Elizabeth Stuart te Vlissingen Vroom, ca. 1623
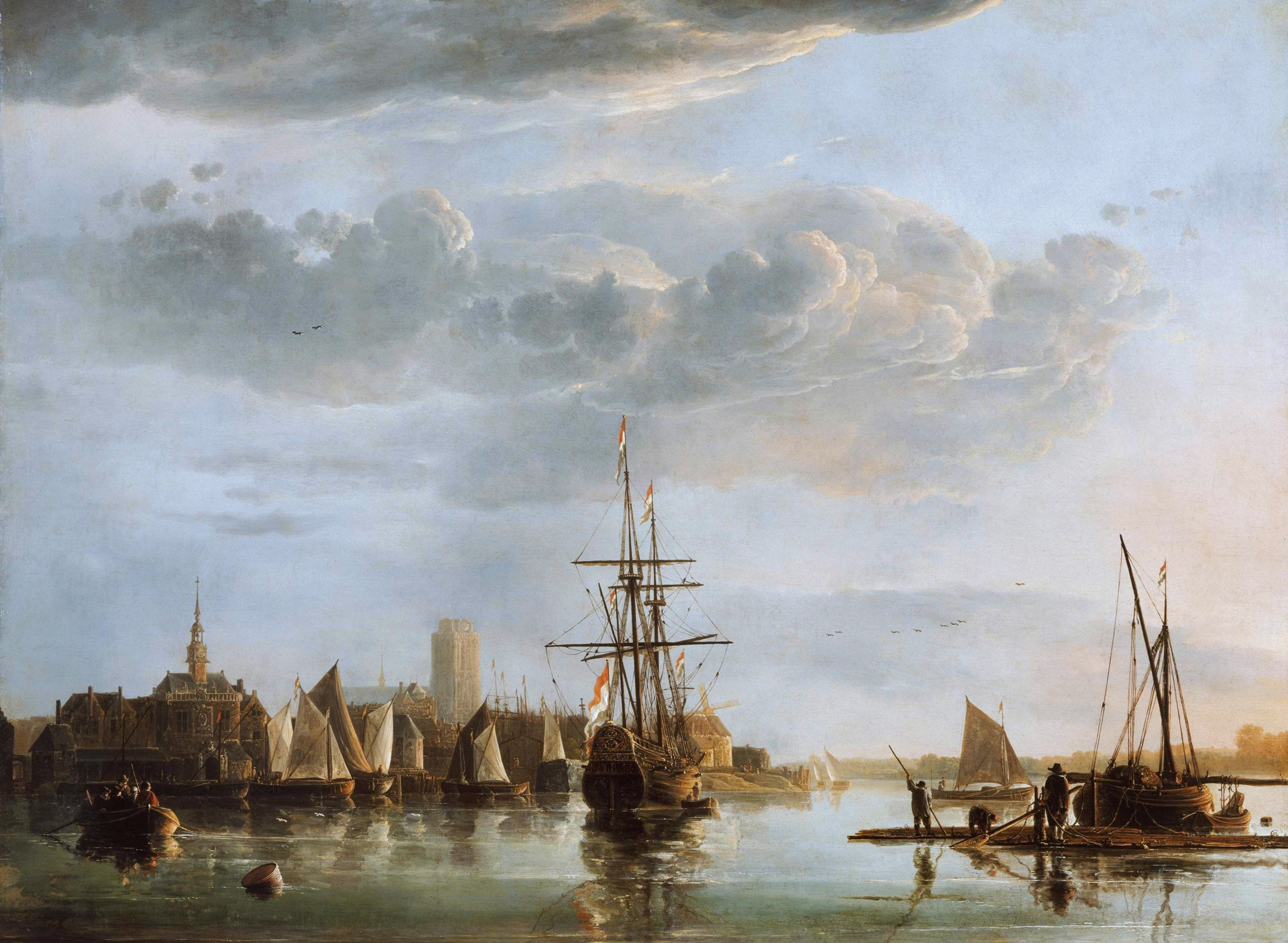
Gezicht op Dordrecht Albert Cuyp ca. 1660
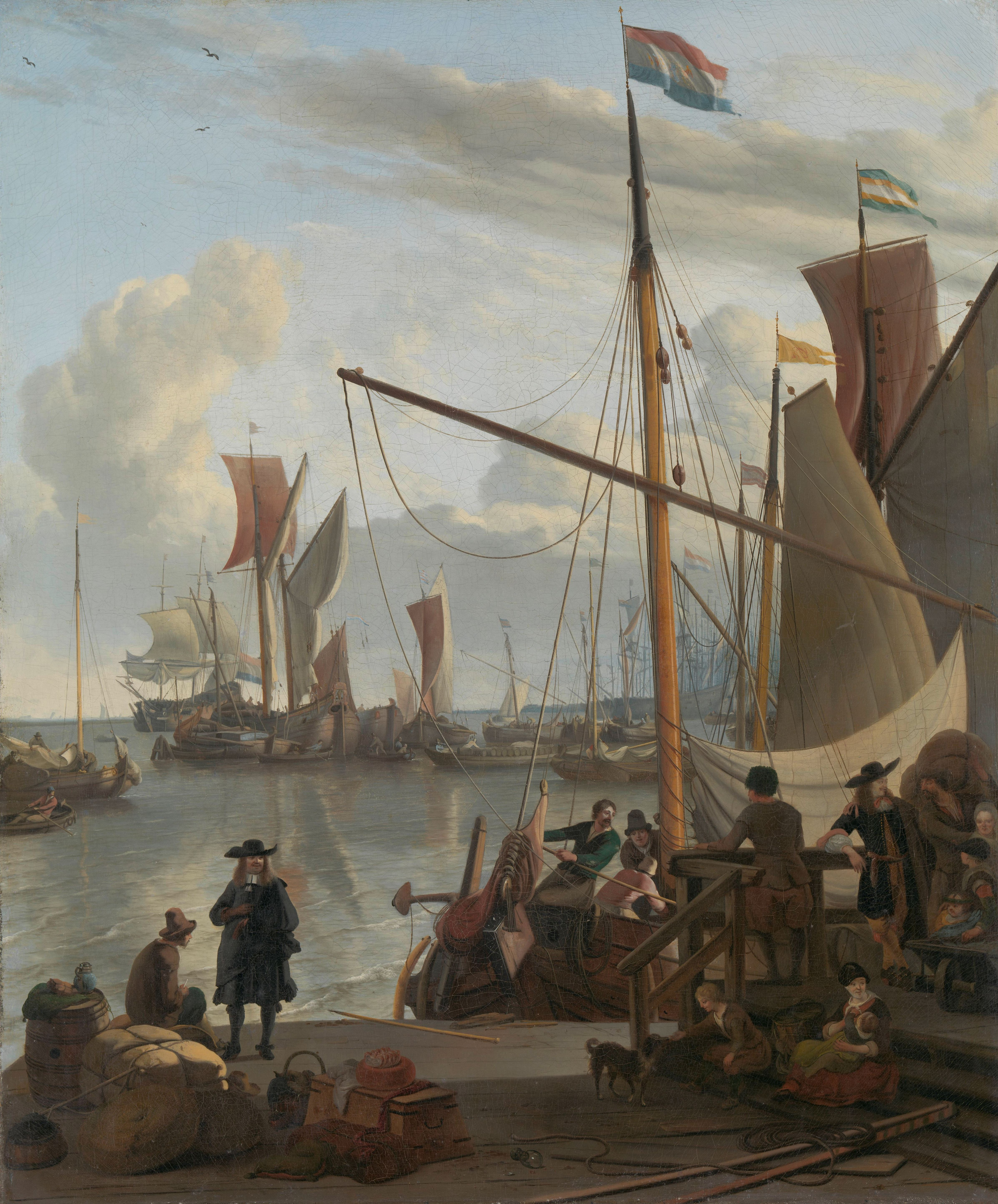
Aan het IJ, Ludolf Bakhuizen in 1673
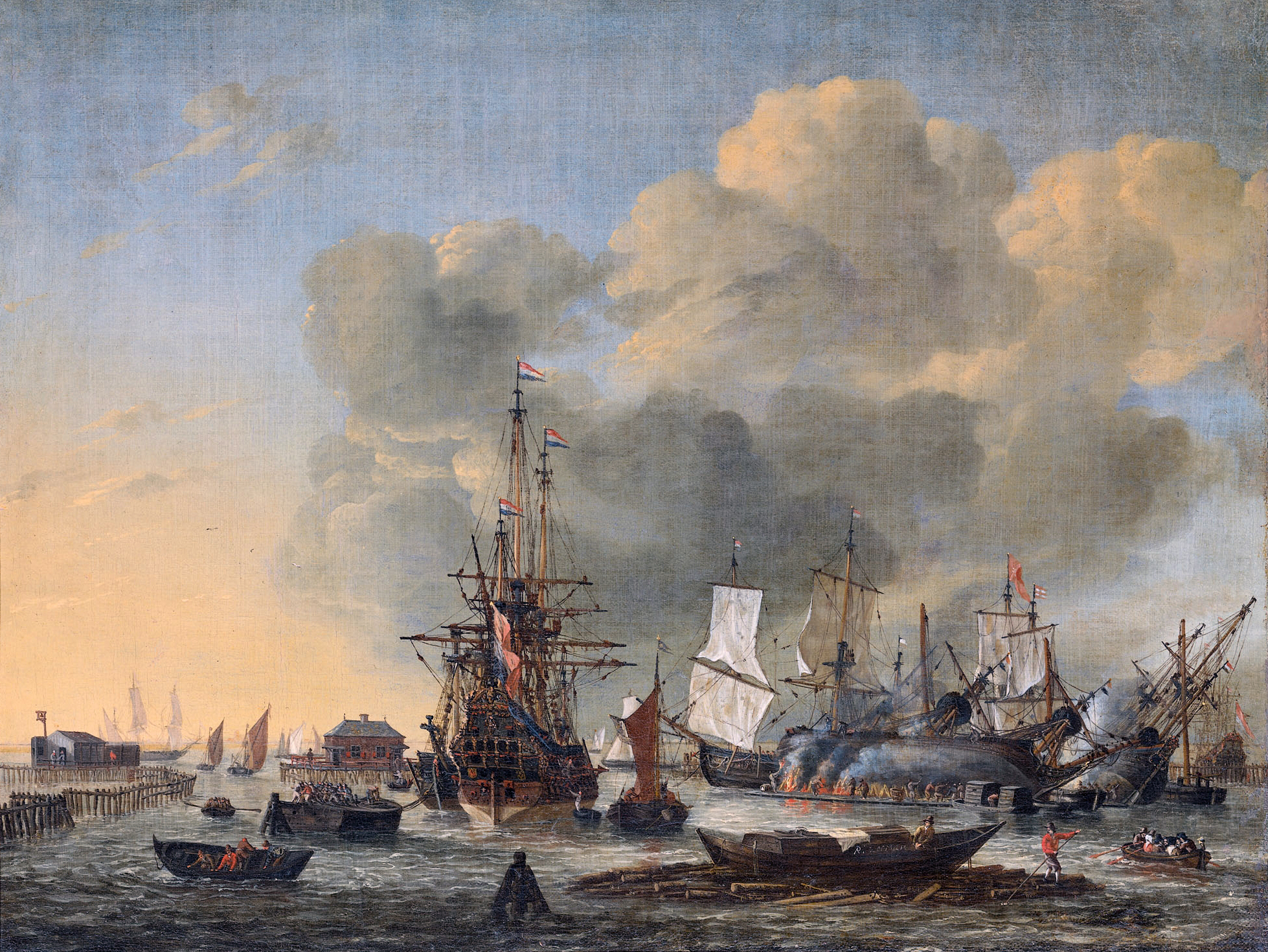
Het kalefateren van schepen bij het Bothuisje op het IJ te Amsterdam, Reinier Nooms
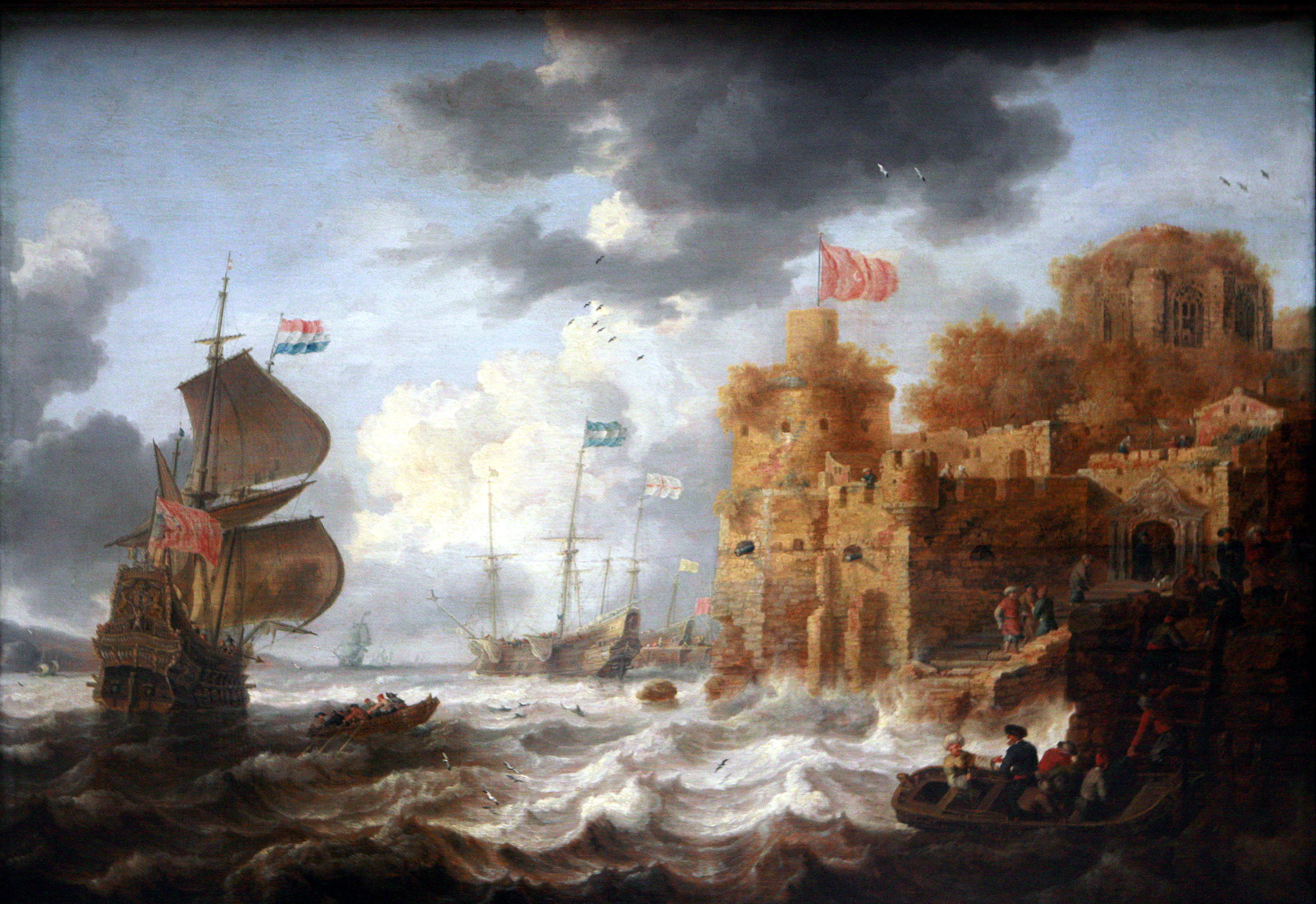
Haven in de Orient van Bonaventura Peeters
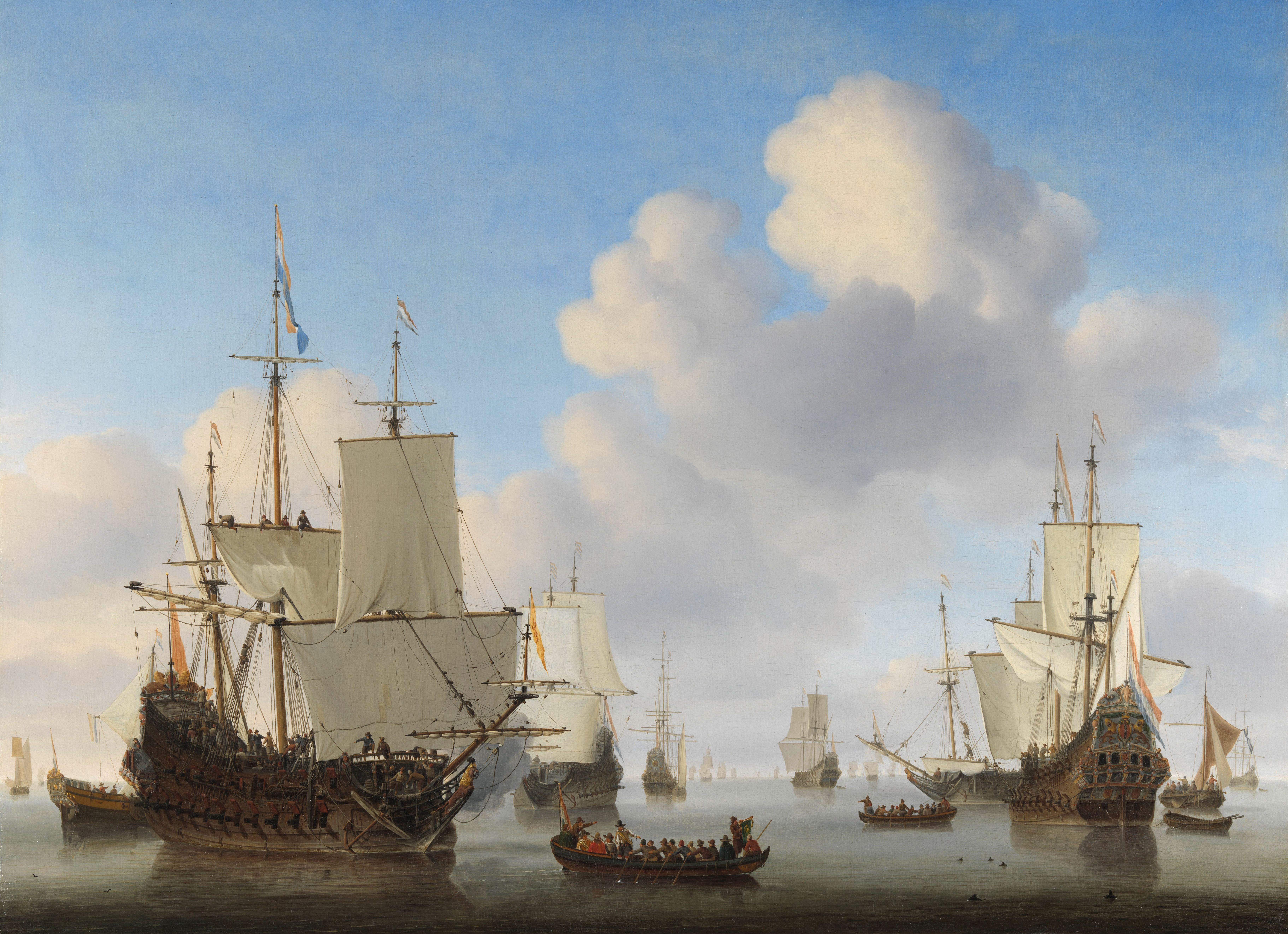
Hollandse schepen op een kalme zee. Willem van de Velde (II)

## 18e eeuw
Deze eeuw voorzag de schilders met een overvloed aan zee-activiteit en vóór 1759 hadden de Engelsen en de Fransen ongeveer een gelijk aantal overwinningen als nederlagen te vieren. Er waren heel wat talentvolle schilders in het buitenland die de Nederlandse stijl van de vorige eeuw verder ontwikkelden, soms op een wat formele manier, met nauwgezette afbeeldingen van schepen. Vaak waren ze het gevolg van opdrachten van kapiteins, scheepseigenaars en anderen met nautische kennis. Ook bij de schilders trof men mensen aan die hadden gevaren. Nicholas Pocock bijvoorbeeld, een kapitein van een koopvaardijschip, had leren tekenen terwijl hij op zee was en als officieel marineschilder van de Engelse koning aanwezig bij een belangrijke zeeslag op 1 juni 1794, aan boord van het fregat HMS Pegasus. De Fransman Ambroise Louis Garneray, hoofdzakelijk actief in de 19e eeuw, was een schilder met veel ervaring als zeeman en de accuratesse waarmee hij de walvisvaart schilderde werd geprezen door de verteller in Moby Dick, het boek van Herman Melville die de schilderijen kende van afdrukken ervan. In het onderste segment van de kunstmarkt bevonden zich de "schilders op de pier" in de havens van veel Europese steden.
De Venetiaanse kunstenaars zoals Canaletto en Francesco Guardi schilderden veduta waarin de kanalen, gondels, kleine vaartuigen en de lagune van Venetië prominent aanwezig zijn. Hun beste schilderijen tonen het licht en het water op een briljante manier, zij het in verschillende stemmingen omdat Canaletto's wereld altijd opgeklaard en zonnig is en die van Guardi dikwijls betrokken mistig en dreigend.
Kunstenaars werden toen vaak meegestuurd op ontdekkingsreizen zoals William Hodges op tweede reis naar de Stille Oceaan van James Cook. Exotische scènes waren populair en afdrukken van de schilderijen waren een belangrijke bron van inkomsten voor sommige onder hen zoals voor de Franse schilder Claude Joseph Vernet (1714–1789) die in zijn stijl het maniërisme nieuw leven in blies en tegelijkertijd vooruit keek naar de romantiek in zijn grote, dramatische tableaus met stormen en scheepswrakken.

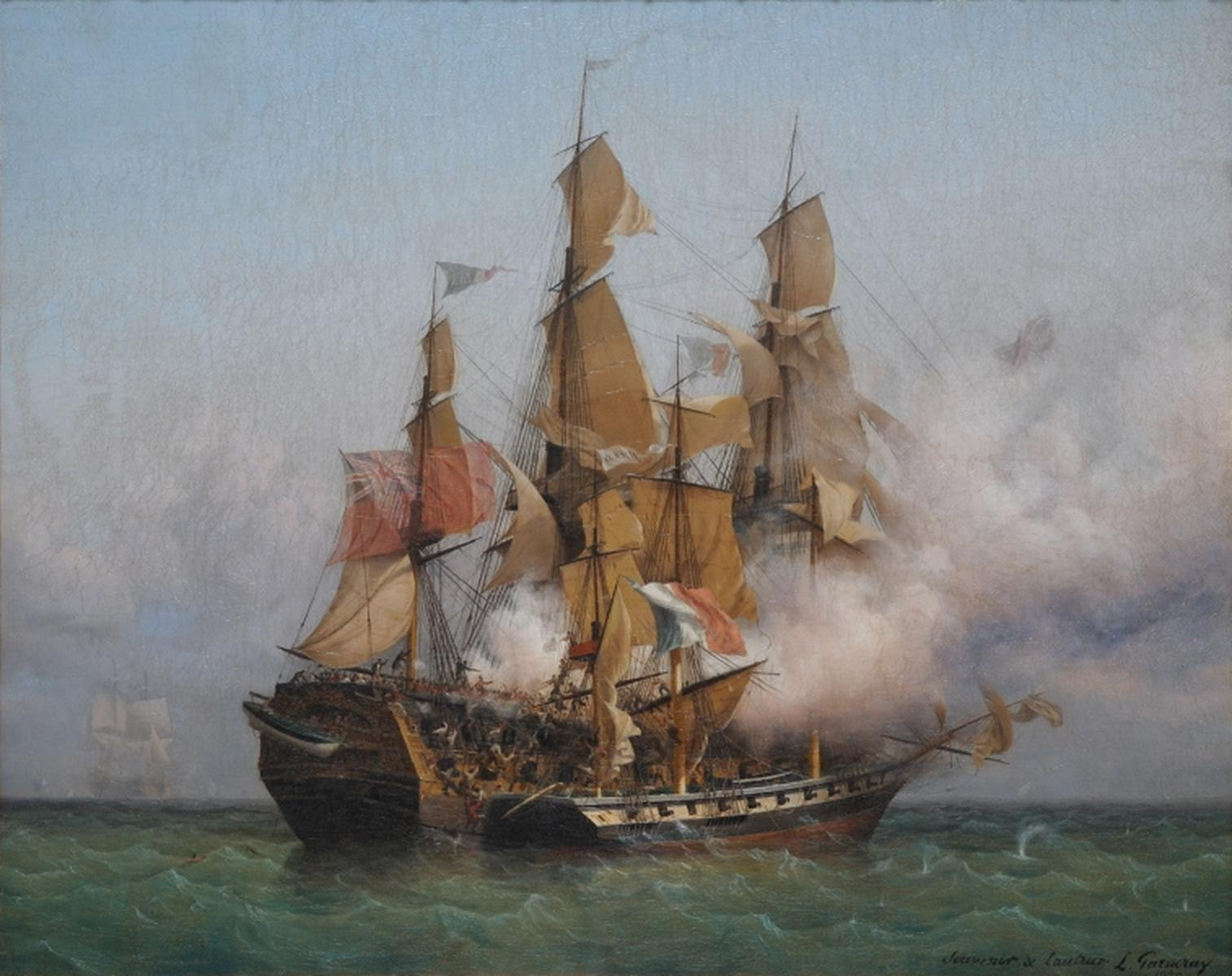
Verovering van de HMS Kent door Surcouf van Ambroise Louis Garneray
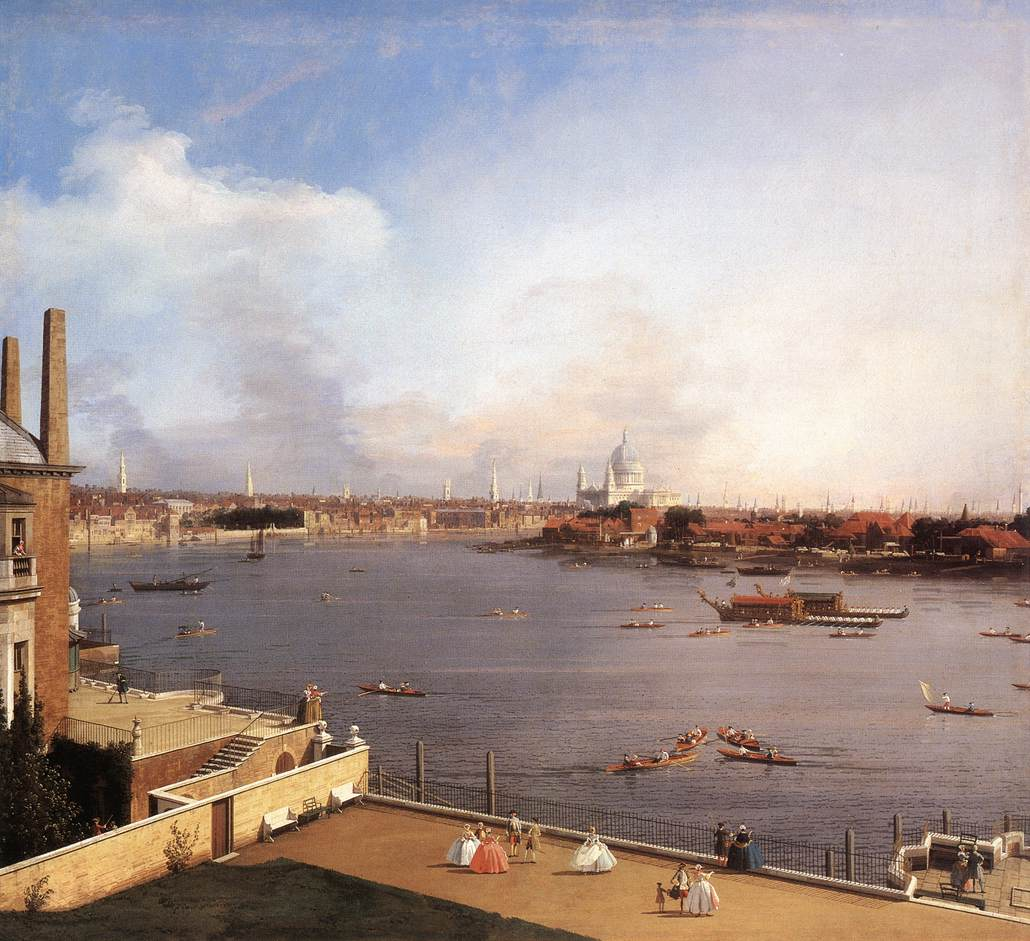
De Theems vanaf Somerset House: een klassieke veduta door Canaletto (1747)
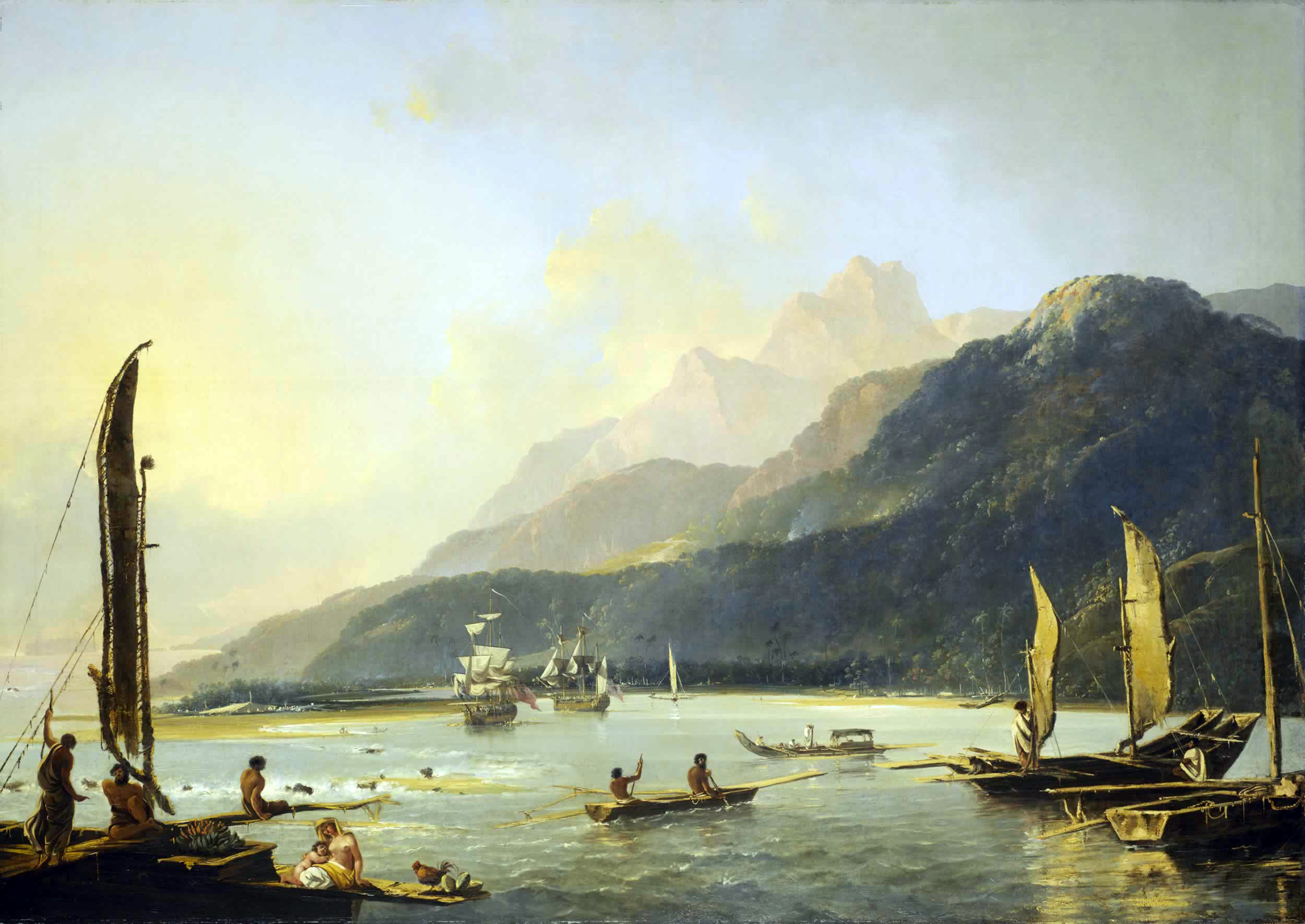
De Resolution en Adventure in (Tahiti), van William Hodges 1776
Het scheepswrak, 1772, van Claude Joseph Vernet

## Vanaf de 19e eeuw tot nu
Tijdens de Romantiek maakte de marine weer deel uit van de hoofdstroom van de kunst alhoewel een groot aantal specialisten verder werkten aan het ontwikkelen van het genre van het scheepsportret. Voor velen is het schilderij van Théodore Géricault Het vlot van de Medusa het icoon van de Romantiek en voor William Turner was de zee een levenslange inspiratiebron voor zijn doeken. De Medusa is een typisch voorbeeld van een historiestuk terwijl Turner eerder wordt gezien als een landschapschilder. Zijn De slag van Trafalgar (1824) kreeg kritiek omwille van historische onnauwkeurigheden. Zijn latere werken bekommeren zich niet meer om accurate details.
De kunst in Denemarken was de nieuwe kracht die kustscènes zeer krachtig in beeld bracht met kalme waters en rustig, gouden licht. Ze had invloed op de Duitser Caspar David Friedrich die een mystieke toets uit de romantiek toevoegde, zoals in zijn De levensfasen (1835).
Ivan Aivazovski borduurde verder op de oude thema's zoals zeeslagen, scheepswrakken en stormen, gedreven door volbloed Russische romantiek, zoals in De negende golf (1850). Rivier-, haven- en kustscènes met enkel kleine boten waren populair bij Jean-Baptiste Corot en de school van Barbizon en zeker bij Charles-François Daubigny. De belangrijkste Russische landschapschilder Isaak Levitan schilderde rustige meren en de immens brede rivieren van Rusland die door hem en vele andere kunstenaars werden beschouwd als de bron van nationale trots. Gustave Courbet schilderde een aantal doeken van stranden met rotsen en zeegezichten met branding, meestal zonder menselijke figuren. Tijdens de jaren rond 1860 schilderde Édouard Manet doeken die met de toenmalige actualiteit te maken hadden zoals zijn marine uit 1864 De slag tussen de USS Kearsarge en de CSS Alabama die een zeeslag uit 1864 tijdens de Amerikaanse Burgeroorlog afbeeldt.
Het schipportretgenre werd naar Noord-Amerika gebracht door een aantal emigranten, vooral Engelsen zoals James E. Buttersworth en Robert Salmon. De luminist Fitz Henry Lane was de eerste die een Amerikaanse stijl ontwikkelde, gebaseerd op landschapkunst; hij schilderde kleine boten aangemeerd in rustige, kleine baaien.
Later in de eeuw, toen de kust steeds meer een plaats voor plezier dan voor werk werd, waren strandscènes en kustlandschappen zonder schepen erg in de mode. Er verschenen steeds meer mensen op de strandscènes toen vakantiegangers steeds meer naar de kust trokken. Eugène Boudin schilderde Noord-Franse stranden die voor de kijker van vandaag als modern worden ervaren, ondanks de zware kledij van de dames op de strandstoelen. De impressionisten schilderden veel stranden, krijtrotsen en rivieren, vooral Claude Monet in zijn Stormachtige zee in Étretat. Het was zijn Impression, soleil levant die de naam aan deze kunststroming gaf. Rivierscènes kwamen veel voor bij impressionisten en zeker bij Monet en Alfred Sisley. De Spaanse schilder Joaquín Sorolla schilderde er een aantal waarbij hij zich concentreerde op enkele figuren in close-up, in tegenstelling tot de kleine figuren op de meeste andere strandschilderijen. De Fauvisten en pointillisten schilderen meestal verstilde waters, zoals Edvard Munch in zijn beginperiode. In Engeland was het Alfred Wallis die indruk maakte.
De eerder traditionele Britse marineschilder Sir Norman Wilkinson was de uitvinder van de dazzle-camouflage waarbij schepen met patronen werden beschilderd waardoor een resultaat ontstaat dat niet ver afwijkt van het Vorticisme. Toen de United States Navy het idee overnam in 1918 kreeg Frederick Judd Waugh de opdracht om dit voor de Navy uit te werken.
Er zijn nog steeds kunstenaars die zich bezighouden met het afbeelden van schepen, zoals Montague Dawson, wiens werken vaak worden gereproduceerd. Zijn ervaring was dat de traditionele zeilschepen meer in trek zijn bij het publiek dan die van moderne vaartuigen. Het schilderij The fighting Temeraire uit 1838 van William Turner, een van Turners bekendste werken, getuigt van nostalgie naar de eeuw van de zeilschepen.

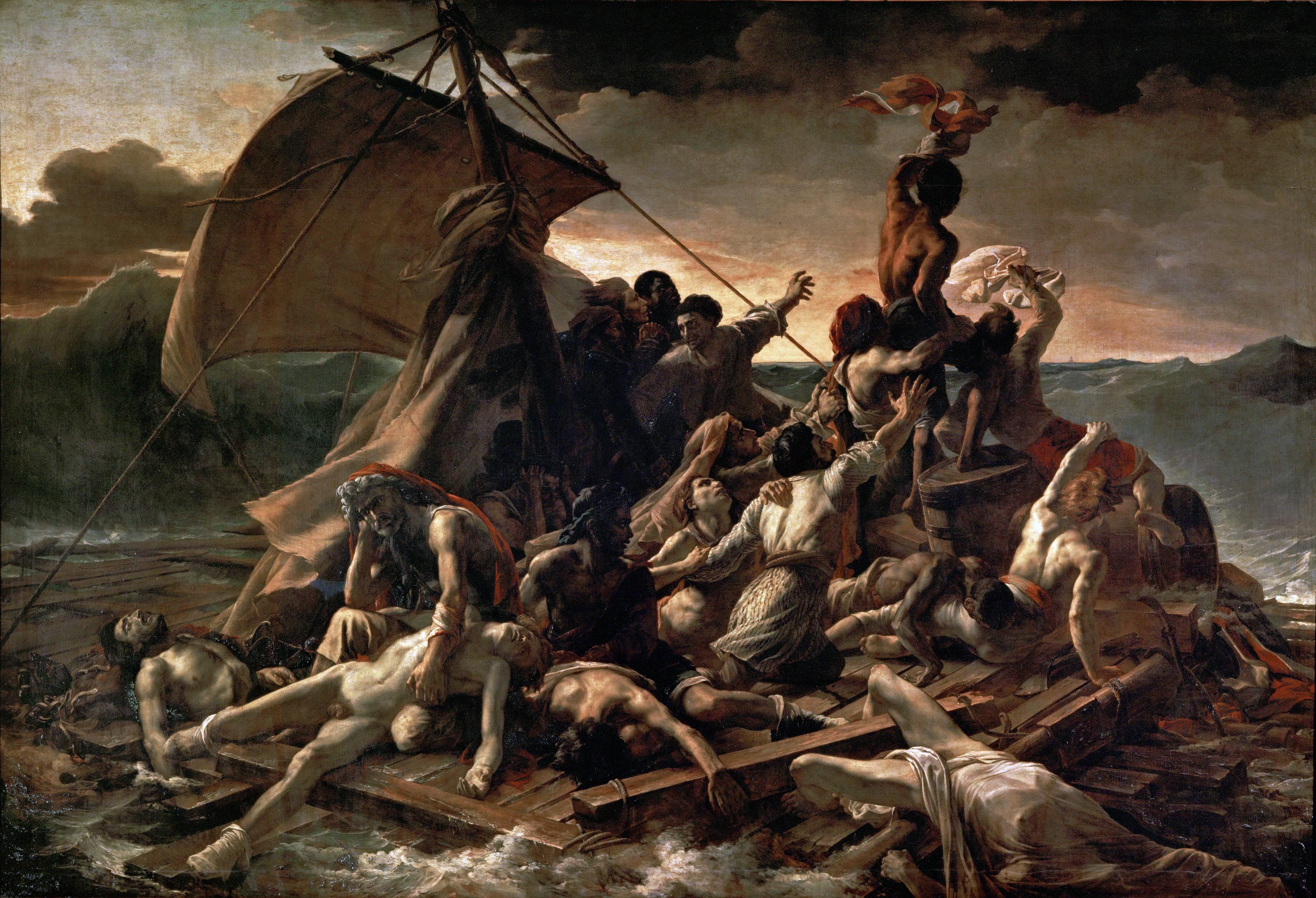
Het vlot van de Medusa van Théodore Géricault
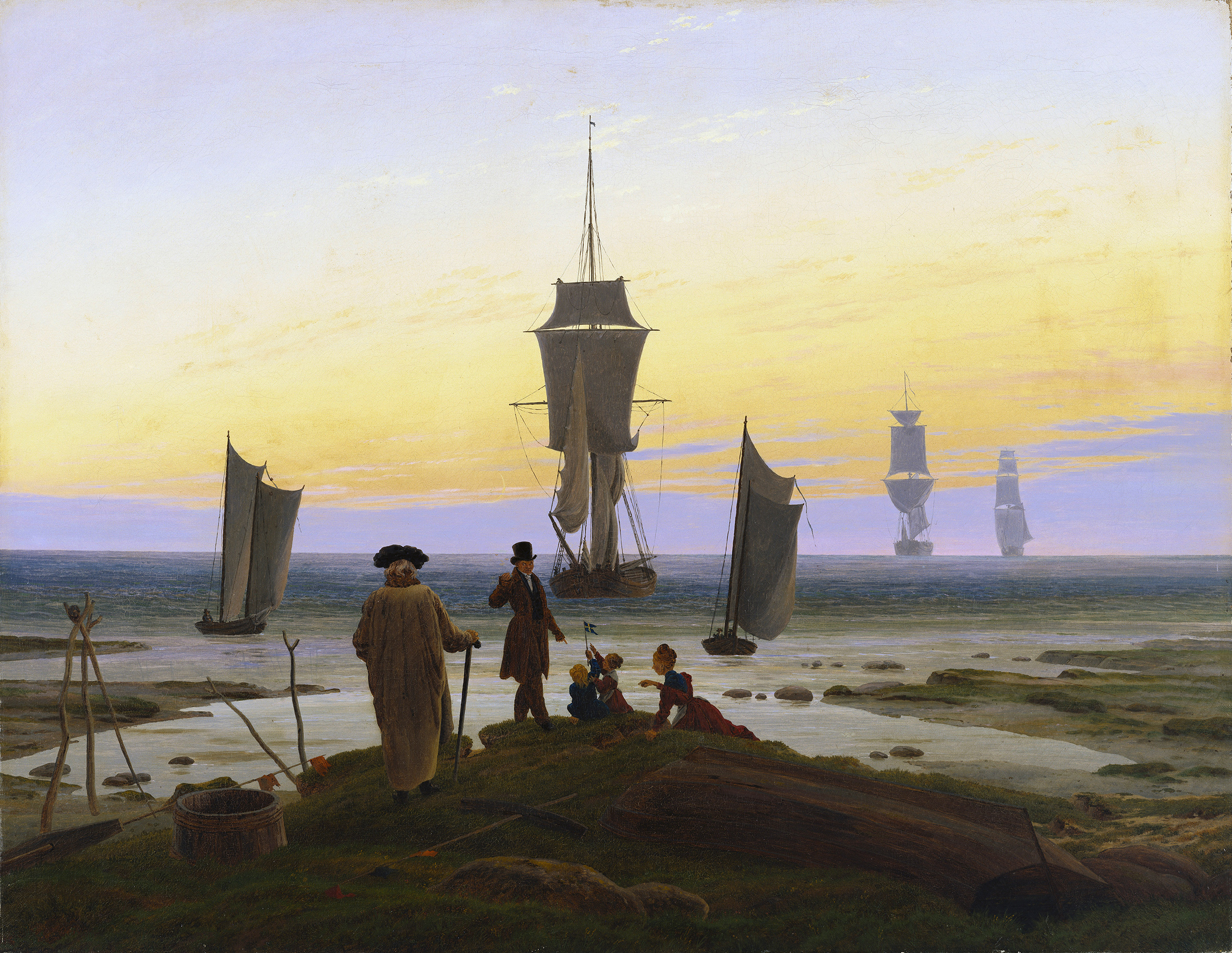
De levensfasen van Caspar David Friedrich
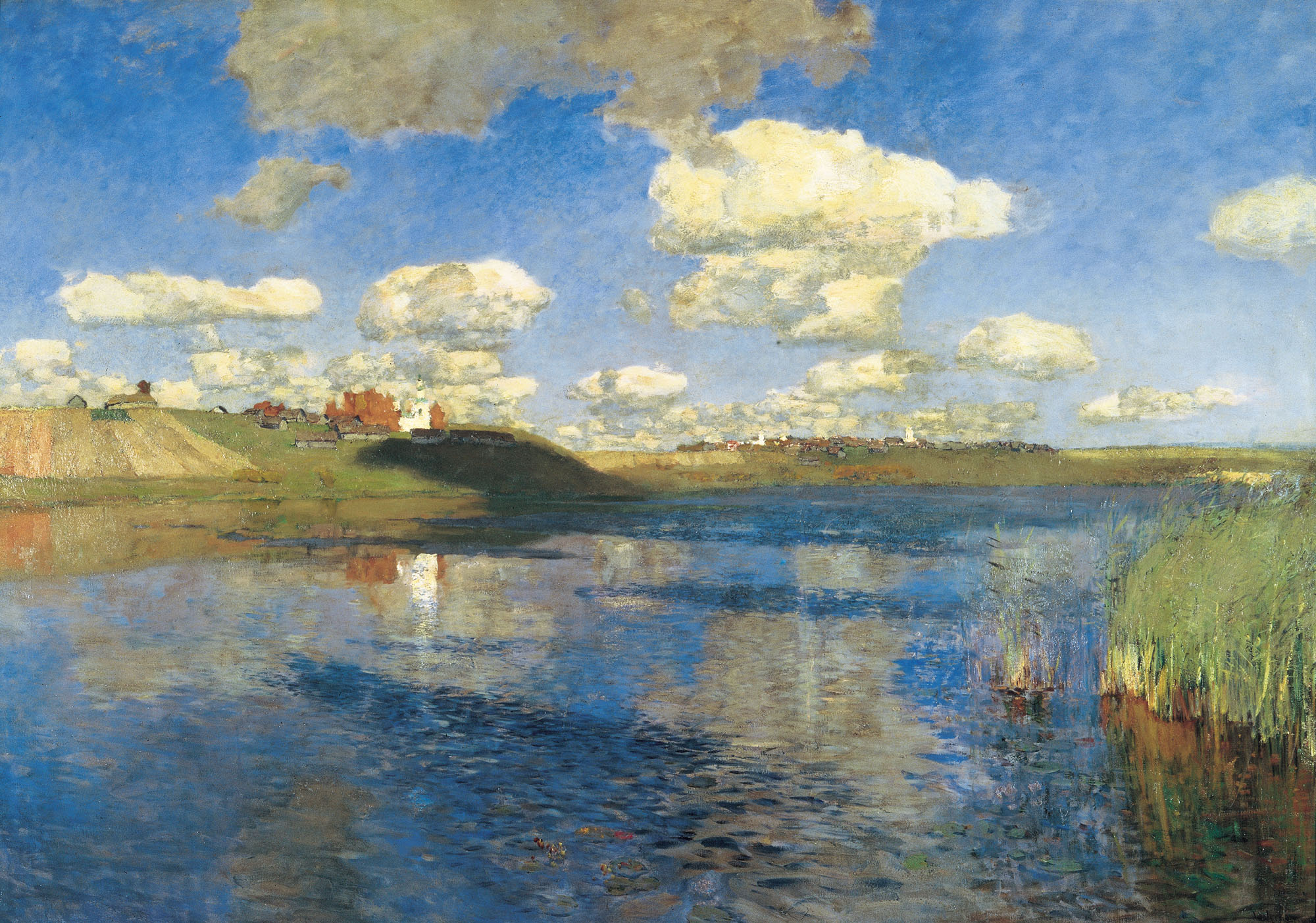
Het meer van Isaak Levitan
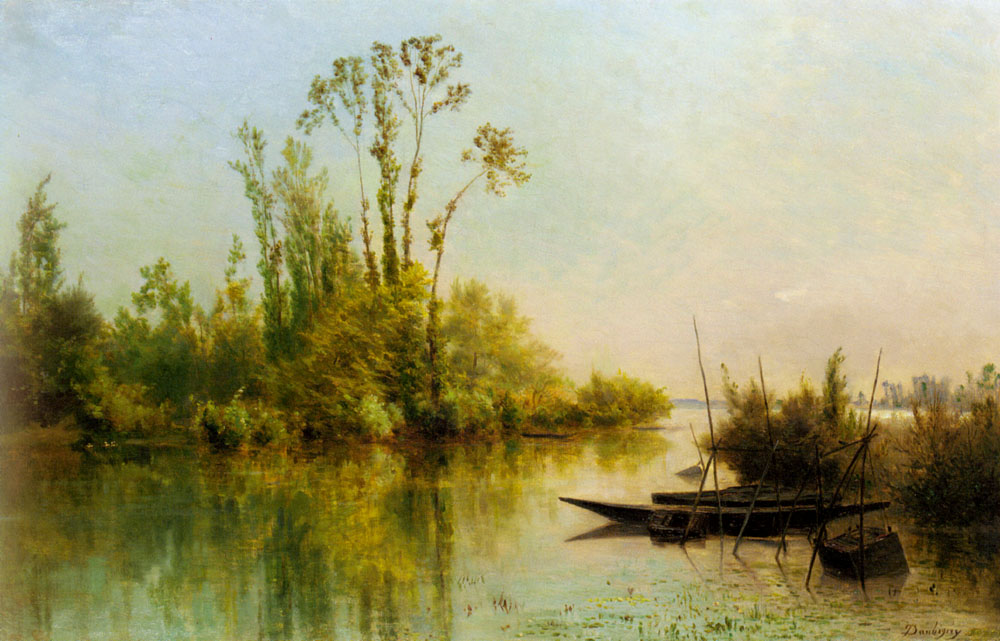
Les îles vierges à Bezons van Charles-François Daubigny
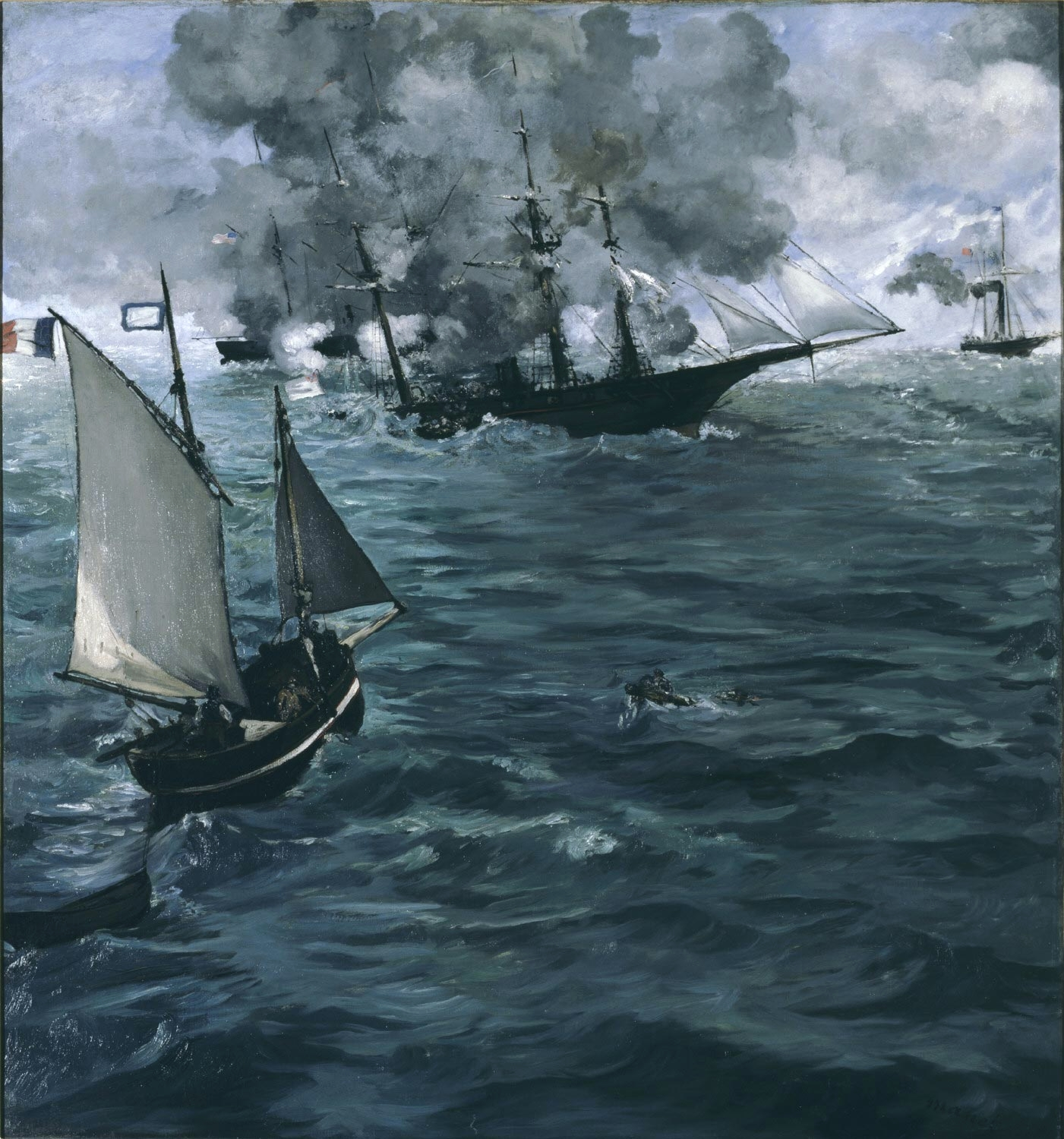
De slag tussen de USS Kearsarge en de CSS Alabama van Edouard Manet
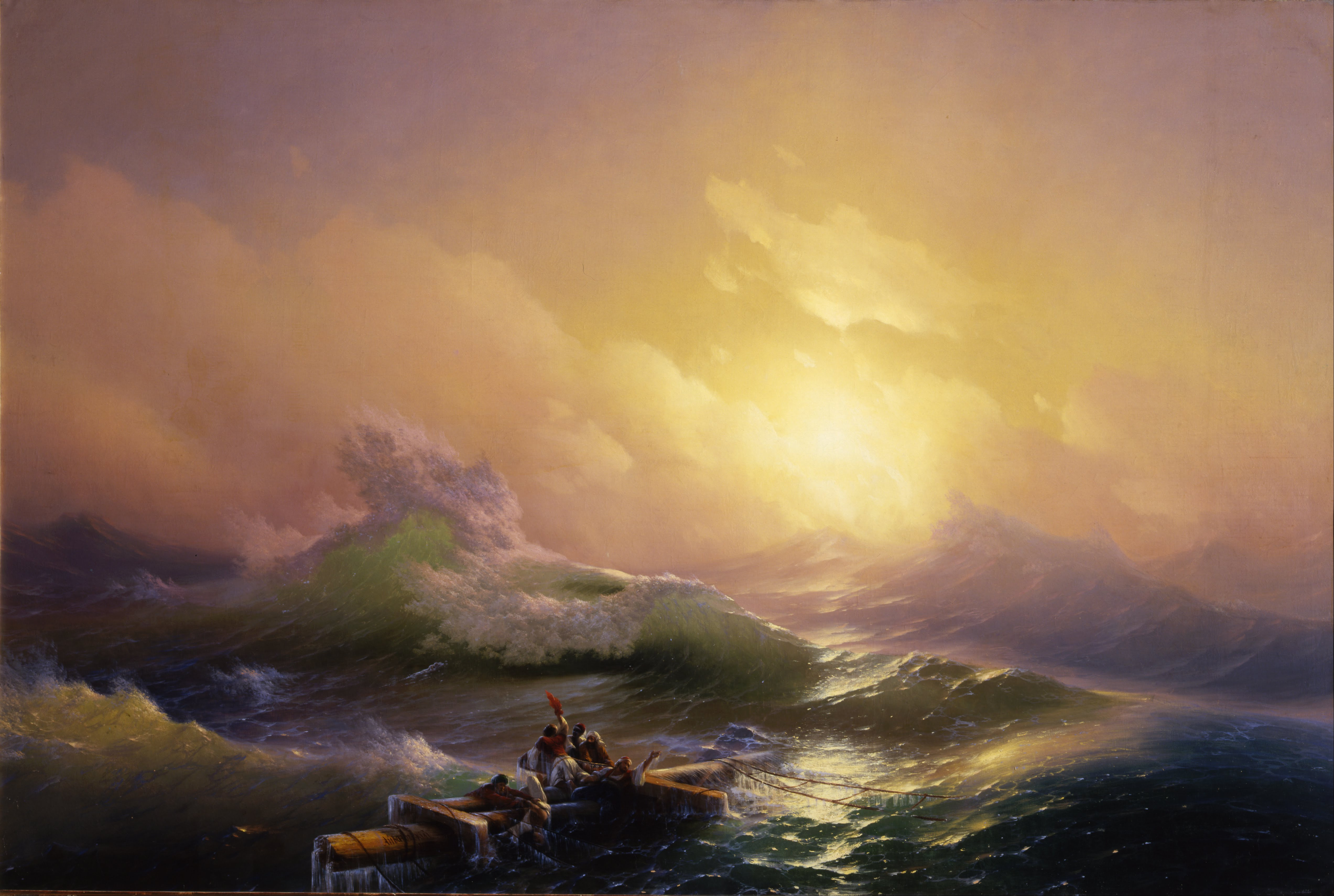
De negende golf van Ivan Aivazovski